# Roberta Marquez
Roberta Marquez (Rio de Janeiro, 1977) è una ballerina brasiliana.
È stata prima ballerina del Royal Ballet, nonché la prima danzatrice brasiliana dai tempi di Márcia Haydée ad entrare a far parte di una grande compagnia europea come prima ballerina.

## Biografia
Roberta Marquez è nata a Rio de Janeiro da madre peruviana e da padre portoghese cresciuto in Brasile. Ha iniziato a ballare all'età di 4 anni, imparando tra l'altro il tip tap, il jazz, la danza spagnola e africana. Successivamente si è formata presso la Maria Olenewa State Dance School.
È entrata a far parte del Balletto del Teatro Municipale nel 1994 ed è diventata prima ballerina nel 2002. Nel 2004 è stata ammessa al Royal Ballet di Londra. Il suo repertorio include brani classici integrali e opere di Sir Frederick Ashton, Kenneth MacMillan e George Balanchine. Il suo partner più importante con il Royal Ballet è Steven McRae.
Nel 2012, si è esibita alla cerimonia di chiusura delle Paralimpiadi, insieme a Thiago Soares, anche lui primo ballerino brasiliano al Royal Ballet, oltre a diversi ballerini dal Brasile. 
Nel 2015, il Royal Ballet annunciò che Marquez avrebbe lasciato la compagnia dopo un'esibizione di Romeo e Giulietta nel dicembre dello stesso anno. 
Nella stagione 2016/17, è tornata al Royal Ballet come artista ospite, ballando in La fille mal gardée.

## Repertorio
Il repertorio con il Municipal Theatre Ballet e il Royal Ballet include:
- Odette/Odile in Swan Lake
- Swanilda in Coppélia
- The title role in Giselle
- Princess Stephanie in Mayerlin
- The title role in Manon
- The title role in Cinderella
- Nikiya in La Bayadère
- Lise in La fille mal gardée
- Sugar Plum Fairy in The Nutcracker
- Aurora in The Sleeping Beauty
- Juliet in Romeo and Juliet
- Titania in The Dream
- The title role in The Firebird
- The title role in La Sylphide
- Tatiana in Onegin
- Serenade
- Theme and Variations
- Suite en Blanc
- Afternoon of a Faun
- Symphony in C